# گیلم، منیتوبا
گیلم، منیوبا (به انگلیسی: Gillam, Manitoba) یک منطقهٔ مسکونی در کانادا است، که در منیوبا واقع شده‌است. گیلم ۱٬۹۹۶٫۳۴ کیلومتر مربع مساحت و ۱٬۲۸۱ نفر جمعیت دارد.